# Rhizoecus halophilus
Rhizoecus halophilus är en insektsart som först beskrevs av Hardy 1868.  Rhizoecus halophilus ingår i släktet Rhizoecus och familjen ullsköldlöss. Inga underarter finns listade i Catalogue of Life.